# Pisum fulvum
Pisum fulvum är en ärtväxtart som beskrevs av John Sibthorp och James Edward Smith. Pisum fulvum ingår i släktet ärter, och familjen ärtväxter. Inga underarter finns listade i Catalogue of Life.